# Ітан Коен
Ітан Коен (англ. Etan Cohen; нар. 1974) — американський сценарист та режисер.

## Життєпис
Народився в Ізраїлі у єврейській сім'ї. Мешкав у Ефрат, ізраїльському поселенні на Західному березі річки Йордан, на південь від Єрусалиму. Разом з родиною переїхав у місто Шарон, штат Массачусетс. Закінчив школу Маймоніда та Гарвардський коледж.

## Фільмографія

### Фільми
| Рік  | Назва (укр.)       | Назва (англ.)               | Сценарист | Режисер | Примітка                                    |
| ---- | ------------------ | --------------------------- | --------- | ------- | ------------------------------------------- |
| 2006 | «Ідіократія»       | Idiocracy                   | Так       | Ні      | спільно з Майклом Джаджем                   |
| 2007 |                    | My Wife Is Retarded         | Так       | Так     | короткометражний фільм                      |
| 2008 | «Грім у тропіках»  | Tropic Thunder              | Так       | Ні      | спільно з Джастіном Теру та Беном Стіллером |
| 2008 | «Мадагаскар 2»     | Madagascar: Escape 2 Africa | Так       | Ні      | спільно з Еріком Дарнеллом та Томом МакГрат |
| 2012 | «Люди в чорному 3» | Men in Black 3              | Так       | Ні      |                                             |
| 2015 | «Тримайся»         | Get Hard                    | Так       | Так     | спільно з Джеєм Мартелом та Яном Робертсом  |
| 2018 | «Голмс та Ватсон»  | Holmes & Watson             | Так       | Так     |                                             |
| 2022 | «Поганці»          | The Bad Guys                | Так       | Ні      | також виконавчий продюсер                   |
| 2024 | «Брати»            | Brothers                    | Так       | Ні      | спільно з Мейконом Блер                     |

### Телебачення
| Рік         | Назва (укр.)                | Назва (англ.)          | Сценарист | Виконавчий продюсер |
| ----------- | --------------------------- | ---------------------- | --------- | ------------------- |
| 1995, 1997  | «Бівис і Батхед»            | Beavis and Butt-head   | Так       | Ні                  |
| 1999        | «Король Лев: Тімон і Пумба» | Timon & Pumbaa         | Так       | Ні                  |
| 1999        | «Перерва»                   | Recess                 | Так       | Ні                  |
| 1999        | «Це як...»                  | It's Like, You Know... | Так       | Ні                  |
| 2001 — 2005 | «Король гори»               | King of the Hill       | Так       | Так                 |
| 2006        | «Американський тато!»       | American Dad!          | Так       | Так                 |

## Премії та номінації
| Рік  | Премія                                      | Номінація                                                 | Номінована робота   | Результат | Пос.  |
| ---- | ------------------------------------------- | --------------------------------------------------------- | ------------------- | --------- | ----- |
| 2005 | Енні                                        | Написання сценаріїв для анімаційного телепродукту         | Король гори         | Перемога  | [ 4 ] |
| 2007 | Американський фестиваль комедійних мистецтв | Найкращий короткометражний фільм                          | My Wife Is Retarded | Перемога  | [ 5 ] |
| 2009 | Енні                                        | Найкращий сценарій до анімаційного повнометражного фільму | Мадагаскар 2        | Номінація | [ 4 ] |
| 2019 | Золота малина                               | Найгірший режисер                                         | Голмс та Ватсон     | Перемога  | [ 6 ] |